# Liste der Kreisstraßen im Landkreis Nienburg/Weser

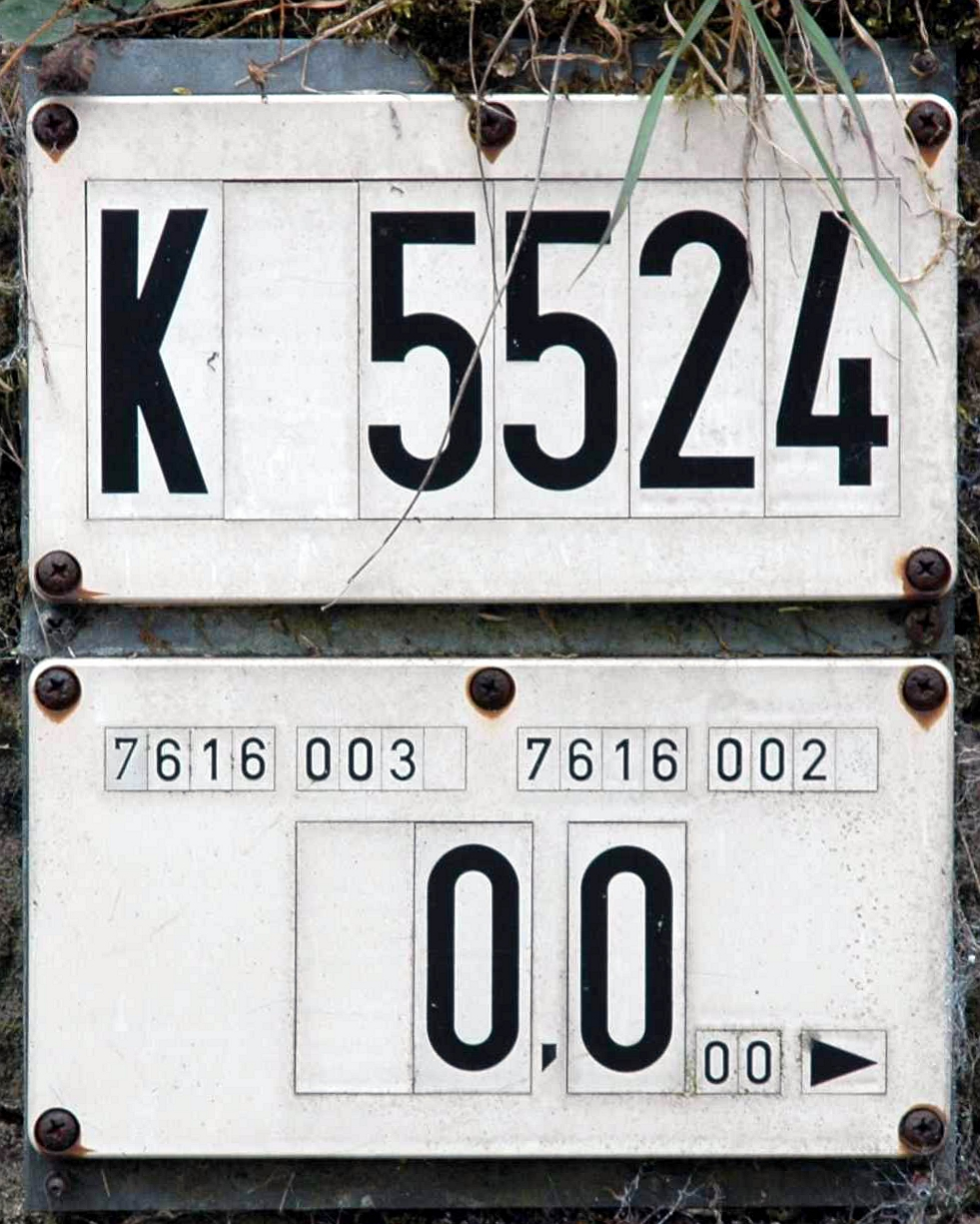
Stationszeichen

Die Liste der Kreisstraßen im Landkreis Nienburg/Weser führt alle Kreisstraßen im niedersächsischen Landkreis Nienburg/Weser auf.
Das Netz der Kreisstraßen in diesem Landkreis umfasst 311 km.

## Abkürzungen
- K: Kreisstraße
- L: Landesstraße
- B: Bundesstraße
- A: Bundesautobahn

## Liste
Nicht vorhandene bzw. nicht nachgewiesene Kreisstraßen werden in Kursivdruck gekennzeichnet, ebenso Straßen und Straßenabschnitte, die unabhängig vom Grund (Herabstufung zu einer Gemeindestraße oder Höherstufung) keine Kreisstraßen mehr sind.
Der Straßenverlauf wird in der Regel von Nord nach Süd und von West nach Ost angegeben.
| Nr.   | Verlauf | OpenStreetMap |
| ----- | --- | ------------- |
| K 1   | in Haßbergen – | zoom darauf   |
| K 2   | L 351 in Balge – Drakenburg – Holtorf – in Erichshagen-Wölpe | zoom darauf   |
| K 3   | in Nienburg/Weser – Krähe – K 46 – Stöckse – K 5 – in Steimbke | zoom darauf   |
| K 4   | L 370 – – Meinkingsburg – K 7 – Linsburg – K 5 – K 6 in Wenden | zoom darauf   |
| K 5   | K 3 in Stöckse – K 4 | zoom darauf   |
| K 6   | in Steimbke – Lohe – Wenden – K 4 – Kreisgrenze – (K 301 in der Region Hannover)                                                                                           | zoom darauf   |
| K 7   | K 4 in Meinkingsburg – Bolsehle | zoom darauf   |
| K 8   | in Landesbergen – Brokeloh – L 370 in Husum | zoom darauf   |
| K 10  | (K 1 im Kreis Minden-Lübbecke, Nordrhein-Westfalen) – Landesgrenze – K 11 in Loccum – … – L 370 in Rehburg – Winzlar –                                                     | zoom darauf   |
| K 11  | in Loccum – K 10 – K 13 – K 57 – Kreisgrenze – (K 43 im Landkreis Schaumburg)                                                                                              | zoom darauf   |
| K 13  | (L 864 in Nordrhein-Westfalen) – Landesgrenze – K 11 in Loccum | zoom darauf   |
| K 14  | K 15 in Nendorf – Müsleringen – – Landesgrenze – (K 1 im Kreis Minden-Lübbecke, Nordrhein-Westfalen)                                                                       | zoom darauf   |
| K 15  | in Nendorf – K 14 – Frestorf – – Diethe – Langern – Strahle – Landesgrenze – (K 5 im Kreis Minden-Lübbecke, Nordrhein-Westfalen)                                           | zoom darauf   |
| K 16  | / – Westenfeld – K 17 – K 55 | zoom darauf   |
| K 17  | K 20 in Haselhorn – Brüninghorstedt – K 18 – K 55 – Morlinge – Halle – K 16 in Westenfeld                                                                                  | zoom darauf   |
| K 18  | K 17 in Brüninghorstedt – K 49 – Landesgrenze – (Kreis Minden-Lübbecke, Nordrhein-Westfalen)                                                                               | zoom darauf   |
| K 19  | L 348 in Warmsen – K 20 – Bülten – Wegerden – Größenvörde – Kreuzkrug – – Raddestorf –                                                                                     | zoom darauf   |
| K 20  | K 19 in Warmsen – Tatenhorst – Schamerloh – K 43 – Haselhorn – K 17 – Landesgrenze – (K 11 im Kreis Minden-Lübbecke, Nordrhein-Westfalen)                                  | zoom darauf   |
| K 21  | L 348 in Bohnhorst – Bohnhorsterhöfen – Dunkhorst – Landesgrenze – (K 12 im Kreis Minden-Lübbecke, Nordrhein-Westfalen)                                                    |               |
| K 22  | L 348 in Diepenau – Landesgrenze – (L 771 in Nordrhein-Westfalen) | zoom darauf   |
| K 23  | K 24 in Nordel – Neustadt – L 343 |               |
| K 24  | (K 57 im Kreis Minden-Lübbecke, Nordrhein-Westfalen) – Landesgrenze – Nordel – K 20 – Essern – L 343 – Hauskämpen – L 348 in Warmsen                                       |               |
| K 25  | (K 36 im Landkreis Diepholz) – Kreisgrenze – Woltringhausen – K 41 – Hoysinghausen – in Uchte                                                                              | zoom darauf   |
| K 26  | K 38 – K 27 – Kohlenweihe – Holzhausen – / in Stolzenau |               |
| K 27  | L 349 in Steyerberg – Heemsche – Sehnsen – K 26 |               |
| K 29  | – Pennigsehl – K 40 – Mainsche – Döhrenkamp – Liebenau – K 30 – L 351 | zoom darauf   |
| K 30  | – Glissen – K 29 in Liebenau | zoom darauf   |
| K 34  | – Holte – Wietzen – – K 148 – Bad Blenhorst – Dolldorf – Buchhorst – L 351                                                                                                 | zoom darauf   |
| K 36  | in Heemsen – Lichtenmoor – L 192 in Lichtenhorst | zoom darauf   |
| K 37  | L 192 in Lichtenhorst – in Steimbke | zoom darauf   |
| K 38  | L 349 in Steyerberg – Bruchhagen – K 41 – Struckhausen – K 26 – Wöstinge – in Nendorf                                                                                      | zoom darauf   |
| K 39  | (Landkreis Diepholz) – Kreisgrenze – Darlaten – K 59 – | zoom darauf   |
| K 40  | K 29 in Mainsche – Mainschhorn – K 45 – Hesterberg – L 349 in Deblinghausen                                                                                                | zoom darauf   |
| K 41  | K 25 in Woltringhausen – K 38 in Bruchhagen | zoom darauf   |
| K 43  | L 348 in Bohnhorst – K 20 in Sapelloh | zoom darauf   |
| K 44  | L 371 in Münchehagen – Kreisgrenze – (K 44 im Landkreis Schaumburg) | zoom darauf   |
| K 45  | (K 16 im Landkreis Diepholz) – Kreisgrenze – Sudholz – K 40 in Mainschhorn                                                                                                 | zoom darauf   |
| K 46  | – Krähe – K 3 | zoom darauf   |
| K 48  | – Kleinenheerse – Landesgrenze – (Nordrhein-Westfalen) | zoom darauf   |
| K 49  | K 18 in Brüninghorstedt – Landesgrenze – (K 10 im Kreis Minden-Lübbecke, Nordrhein-Westfalen)                                                                              | zoom darauf   |
| K 50  | L 349 in Deblinghausen – Düdinghausen – Sarninghausen – L 349 in Steyerberg                                                                                                | zoom darauf   |
| K 51  | – Sonnenborstel | zoom darauf   |
| K 52  | – Bötenberg | zoom darauf   |
| K 54  | (K 14 im Landkreis Diepholz) – Kreisgrenze – L 349 in Voigtei | zoom darauf   |
| K 55  | K 17 in Brüninghorstedt – K 16 – Landesgrenze – (K 5 im Kreis Minden-Lübbecke, Nordrhein-Westfalen)                                                                        | zoom darauf   |
| K 56  | K 147 – Hämelsee, Siedlung – – Anderten | zoom darauf   |
| K 57  | (K 38 im Kreis Minden-Lübbecke, Nordrhein-Westfalen) – Landesgrenze – Büchenberg – K 11                                                                                    | zoom darauf   |
| K 59  | K 39 in Darlaten – Uchte | zoom darauf   |
| K 60  | L 192 in Neudorf – Kreisgrenze – (K 107 im Landkreis Heidekreis) – Kreisgrenze – ohne Abzweig einer klassifizierten Straße – Kreisgrenze – (K 107 im Landkreis Heidekreis) | zoom darauf   |
| K 61  | L 192 in Rodewald obere Bauerschaft – Kreisgrenze – (K 305 in der Region Hannover)                                                                                         | zoom darauf   |
| K 62  | K 3 – Langendamm – – Schessinghausen – Groß Varlingen – L 370 in Husum | zoom darauf   |
| K 63  | /L 351 in Stolzenau – Landesgrenze – (K 2 im Kreis Minden-Lübbecke, Nordrhein-Westfalen)                                                                                   | zoom darauf   |
| K 64  | in Glissen – Landesgrenze – (K 49 im Kreis Minden-Lübbecke, Nordrhein-Westfalen)                                                                                           | zoom darauf   |
| K 136 | (K 14 im Landkreis Diepholz) – Kreisgrenze – Duddenhausen – L 330 in Hoyerhagen                                                                                            | zoom darauf   |
| K 138 | (K 138 im Landkreis Diepholz) – Kreisgrenze – Helzendorf – L 352 | zoom darauf   |
| K 139 | (K 139 im Landkreis Diepholz) – Kreisgrenze – Calle – L 352 | zoom darauf   |
| K 141 | L 331 – Wechold – L 201 | zoom darauf   |
| K 142 | (K 142 im Landkreis Diepholz) – Kreisgrenze – Eitzendorf – L 201 | zoom darauf   |
| K 147 | L 201 in Hämelhausen – K 56 | zoom darauf   |
| K 148 | L 351 in Bücken – Warpe – K 34 in Wietzen | zoom darauf   |
| K 151 | in Hassel (Weser) – Heidhüsen | zoom darauf   |
| K 155 | L 201 in Hilgermissen – Wienbergen | zoom darauf   |